# Illice triplagiata
Illice triplagiata är en fjärilsart som beskrevs av Rothschild 1913. Illice triplagiata ingår i släktet Illice och familjen björnspinnare. Inga underarter finns listade i Catalogue of Life.